# Breutelia hasskarliana
Breutelia hasskarliana är en bladmossart som beskrevs av Georg Friedrich von Jaeger 1875. Breutelia hasskarliana ingår i släktet gullhårsmossor, och familjen Bartramiaceae. Inga underarter finns listade i Catalogue of Life.